# Famille Abendanan

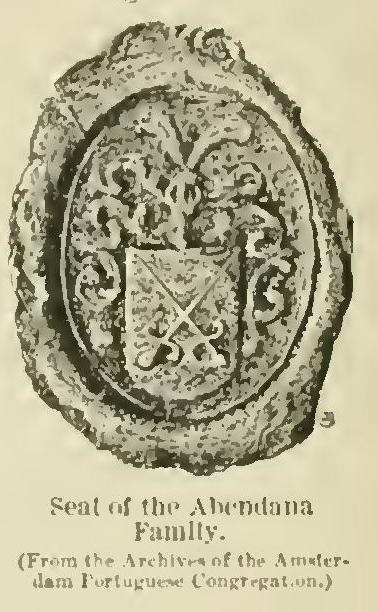
Sceau de la famille Abendana, Juifs portugais et espagnols établis à Amsterdam et Londres

La famille Abendanan (hébreu : אבן דנאן, var. Ibn Danan, Ebendanan, Abendana) est une famille de rabbins d'Espagne et du Maroc qui font remonter leur ascendance à Moïse Maïmonide. Ils ont donné leur nom à la grande synagogue de Fès au Maroc.

## Le nom d’Aben-Danan
Ce nom est représenté par une célèbre famille de rabbins sépharades d'origine espagnole (XIIIe siècle au XVe siècle), puis marocain, à la suite de l'Expulsion d'Espagne en 1492, notamment à Fès. Ils semblent s'être déplacés dans les deux sens, de la péninsule ibérique à l'ensemble de l'Afrique du Nord, participant ainsi des liens étroits d'interdépendance dont est issu l'hébraïsme ibéro-maghrébin. On pense que le nom "Danan" est d'origine babylonienne. Les Danan auraient mené la diaspora marocaine juive antique, appelée Toshavim (les habitants), qui s'est distinguée en maintenant intacts et concordants les rituels palestino-babyloniens avec les actes rabbiniques pendant l'Exil de Babylone.
Le préfixe Aben- ou Ibn- synonyme d'Avi, implique comme Bar ou Ben la filiation, mais avec une connotation de distinction, comme dans le cas des "Abencérages" ou d'"Ibn Saoud". Ici, ce préfixe est prolongé par la racine Dan (ce qui pourrait lier ce nom à la tribu de Dan, un des enfants de Jacob). Il peut aussi être associé à la pratique juridique comme l'implique le terme dan, qui signifie juger en hébreu. Enfin, Danan peut aussi être une transformation araméenne du prénom Dan ou Daniel durant l'Exil de Babylone.
D'autres variations du nom sont possibles pour Abendanan selon la langue et le pays de la personne. Citons Aben-Danan, IbnDanan, AbenDana, BenDanan, et, bien entendu, les Danan, tout court.

### La famille Abendanan
- Saadia ben Moché ben Maïmon Abendanan, dit Rambam Elfassi (Fès 1420?- Fès 1493). Elfassi signifie : « celui qui habite Fès » et signe donc l'origine marocaine. Rabbin, talmudiste, médecin et poète, il fut le Grand rabbin de Grenade jusqu'à l'expulsion des Juifs d'Espagne en 1492 et revint ensuite dans sa ville natale. Il est l'auteur de plusieurs ouvrages de linguistique, d'un dictionnaire hébreu-arabe, d'une chronologie historique, d'un poème qui fait l'éloge du Guide des égarés de Maïmonide ainsi que de décisions juridiques portant, entre autres, sur le statut des Marranes[1].
- Chémouèl Abendanan Elfassi (Grenade, 1452?- Fès, 1556?). Originaire d'Espagne. Fils de Rabbi Abendanan Saadia ben Moché et père de rabbi Chémouèl Abendanan, il fut rabbin et notaire à Grenade avant de l'être à Fès après l'expulsion de 1492. Dirigeant communautaire important, il est l'auteur de plusieurs chroniques et de nombreux commentaires talmudiques. Il fut également président du Tribunal rabbinique de Fès[1].
- Chémouèl Abendanan (Fès, 1542- Fès, 1621). Originaire du Maroc. Petit-fils de rabbi Abendanan Saadia ben Moché, fils de rabbi Chémouèl Abendanan Elfassi. Il fut, comme son père, rabbin et notaire à Fès et l'auteur de plusieurs chroniques et de nombreux commentaires sur le Talmud. Il fut également un dirigeant communautaire important et président du Tribunal rabbinique de Fès. À ce titre, il fut l'un des rabbins qui participèrent à l'ordination de Rabbi Yossef Karo, l'auteur du Choulhan Aroukh (La Table dressée), code principal du judaïsme arabo-andalou[1].
- Enfin, l'on retrouve, au XVe et XVIe siècles, trace du passage de certains AbenDanan dans d'autres pays européens tels que la Hollande et la Grande-Bretagne[1].
- Rabbi Chelomo Abendanan (1848-1928). Descendant en droite ligne, de père en fils, d'un des piliers du judaïsme le Rambam (Maïmonide) et du côté maternel de Rabbénou Tam, petit-fils de Rachi. Il est issu d'une famille dont beaucoup de membres furent Rabbanim ou Dayanim (juges). Dès l'âge de 18 ans, il étudie la Kabbale et devient un kabbaliste renommé. À 30 ans, il devient président du Tribunal rabbinique de Fès, ville dans laquelle il occupera cette charge pendant cinquante ans, excepté un an où il fut nommé au Haut-Tribunal rabbinique de Rabat. La synagogue Aben Danan fut son lieu de prière habituel. Il écrivit deux ouvrages fondamentaux qui servent aujourd'hui de référence dans les décisions de « Halakha » : Asher Li Shlomo et Bikésh Shlomo.Il meurt en 1928 à la sortie de Shabbat, juste après la prière de la Havdalah. Cette année-là, il avait omis de dire le soir de Yom Kippour, dans la prière de Kol Nidre, la phrase : « à partir de ce Yom Kippour-ci jusqu'à celui de l'année prochaine ». Il fut inhumé le lendemain, accompagné par des milliers de Juifs venus de toutes les villes du Maroc, ainsi que par les membres du gouvernement et les représentants de tous les cultes[1].
- Rabbi Tsione Aben-Danan (1910 - 1999) lui aussi descendant du Rambam de père en fils. Il exerça le rôle de juge (Dayane et Roch av beit din) mais aussi de Sofer (scribe) et Chohet - Mohel dans les villes de Rabat et d'Oujda pendant plus de 40 ans. Eminente personnalité du judaïsme marocain du dernier siècle, il décéda le jour du jeune du 10 Tevet et fut enterré au cimetière de Har HaMenouhot à Jérusalem. Son enterrement a mobilisé de très nombreuses personnalités religieuses et notamment le rav Chalom Messas Zatsal ancien grand rabbin de Jérusalem qui avait siégé avec lui au tribunal Rabbinique. Son épouse, la rabbanit Hannah petite fille du Rabbi Eliahou ben Harroch (auteur de nombreux ouvrages dont Yad Eliahou et Kos Eliahou) décédée en 2007 repose à ses côtés[1].

## Pour approfondir